# Рурак Михайло Іванович
Миха́йло Іва́нович Ру́рак (1951—2019) — майстер спорту СРСР, заслужений тренер України з легкої атлетики (1997), заслужений працівник фізичної культури і спорту України.

## З життєпису
Народився 1951 року в місті Челябінськ (РРФСР). 1976-го закінчив Челябінський інститут фізкультури.
Тренер-викладач спеціалізованої дитячо-юнацької школи олімпійського резерву з легкої атлетики спортивного клубу «Металург» комбінату «Запоріжсталь», з 1988 року — фізкультурно-спортивного товариства «Україна». З 1992-го — тренер збірної команди України.
Підготував, зокрема, Костянтина Рурака, Олену Рурак, Олександру Пейчеву, Олесю Повх, Романа Кравцова, Михайла Яворського, Олексія Рємєня.
У липні 2018-го важко занедужав — переніс інсульт, який ускладнювався запаленням легенів. За його життя боролися десять місяців. Помер 30 травня 2019 року.